# Andrew Vachss
Andrew Henry Vachss, né le 19 octobre 1942 à New York et mort le 23 novembre 2021 dans le Nord-Ouest Pacifique, est un écrivain et avocat américain, auteur de roman policier. Il remporte le grand prix de littérature policière en 1988 avec le roman La Sorcière de Brooklyn.

## Biographie
Après des études supérieures à l'université Case Western Reserve de Cleveland (Ohio), il obtient son diplôme en 1965. Il est ensuite chargé d'une enquête sur l'éradication de la syphilis et constate l'importance des abus sexuels dont sont victimes de très jeunes enfants. De 1966 à 1970, il devient travailleur social dans un ghetto de New York, puis sur place pendant la dernière année de la guerre du Biafra. De retour en Amérique, il dirige un programme pour de jeunes délinquants emprisonnés et d'autres projets de nature similaire. Il reprend ses études, suit des cours de droit à l'Université de Boston et devient avocat en 1975. Il se spécialise alors dans la défense des enfants victimes de violences.
Il amorce sa carrière littéraire en 1985 avec Flood, le premier d'une série de romans noirs ayant pour héros le personnage singulier de Burke, un ancien détenu et roi de l'arnaque, devenu un détective privé new-yorkais pas toujours très honnête. Sorte de vengeur solitaire, Burke n'hésite pas à devenir un justicier pour éliminer de façon violente les sadiques qui croisent son chemin. La Sorcière de Brooklyn (Strega), deuxième roman de la série, remporte le grand prix de littérature policière en 1988.

## Œuvre

### Romans

#### SérieBurke
1. Flood (1985) Publié en français sous le titre Flood, Paris, Presses de la Cité, coll. « Danger haute-tension », 1986, 298 p.  (ISBN 2-258-01787-4) ; réédition, Paris, Livre de poche no 6376, 1987
2. Strega (1987) Publié en français sous le titre La Sorcière de Brooklyn, trad. de Marie-Hélène Dumas, Paris, Albin Michel, coll. « Spécial police », 1988, 316 p.  (ISBN 2-226-03313-0) ; réédition, Paris, Livre de poche no 7549, 1990
3. Blue Belle (1988) Publié en français sous le titre Blue Belle, traduit par Marie-Hélène Dumas, Paris, Albin Michel, coll. « Spécial police », 1990, 369 p.  (ISBN 2-226-04118-4) ; réédition, Paris, Presses Pocket no 3953, 1992
4. Hard Candy (1989) Publié en français sous le titre Hard Candy, traduit par Gilles Berton, Paris, Éditions du Masque, 1990, 236 p.  (ISBN 2-7024-2119-9) ; réédition, Paris, Pocket no 2983, 1993
5. Blossom (1990)
6. Sacrifice (1991)
7. Down in the Zero (1994)
8. Footsteps of the Hawk (1995)
9. False Allegations (1996)
10. Safe House (1998)
11. Choice of Evil (1999)
12. Dead and Gone (2000)
13. Pain Management (2001)
14. Only Child (2002)
15. Down Here (2004)
16. Mask Market (2006)
17. Terminal (2007)
18. Another Life (2008)

#### SérieCross
1. Blackjack: A Cross Novel (2012)
2. Urban Renewal: A Cross Novel (2014)

#### SérieAftershock
1. Aftershock (2013)
2. Shockwave (2014)

#### Autres romans
- Shella (1993)
- Batman: The Ultimate Evil (1995)
- The Getaway Man (2003)
- Two Trains Running (2005)
- Haiku (2009)
- The Weight (2010)
- A Bomb Built in Hell (2012)
- That's How I Roll (2012)

### Recueils de nouvelles
- Born Bad (1994) Publié en français sous le titre Le Mal dans le sang, traduit par Dominique Mainard, Paris, Éditions Payot & Rivages, coll. « Rivages-thriller », 1998, 403 p.  (ISBN 2-7436-0308-9)
- Everybody Pays (1999)
- Veil's Visit: a Taste of Hap and Leonard (1999), recueil de Joe R. Lansdale, avec qui Andrew Vachss n'a écrit que la première nouvelle éponyme
- Proving It (2001), livre audio
- Dog Stories
- Mortal Lock (2013)

### Théâtre
- Placebo (1991)
- Warlord (1994)
- Replay (1994)

### Autres publications
- The Life-Style Violent Juvenile: The Secure Treatment Approach (1979)
- The Child Abuse-Delinquency Connection — A Lawyer's View (1989)

## Prix et récompenses

### Prix
- Grand prix de littérature policière 1988 pour La Sorcière de Brooklyn[2]
- Prix humanitaire Bob-Clampett 1996[3]

### Nominations
- Prix Anthony 1986 du meilleur livre de poche pour Flood[4]
- Prix Shamus 1986 du meilleur premier roman pour Flood[5]

## Sources
- Claude Mesplède, Dictionnaire des littératures policières, vol. 2 : J - Z, Nantes, Joseph K, coll. « Temps noir », 2007, 1086 p. (ISBN 978-2-910-68645-1, OCLC 315873361), p. 925-926.